# Tg (digramme)
Cette page contient des caractères spéciaux ou non latins. S’ils s’affichent mal (▯, ?, etc.), consultez la page d’aide Unicode.
Pour les articles homonymes, voir TG.
Tg (minuscule tg) est un digramme de l'alphabet latin composé d'un T et d'un G.

## Linguistique
- En catalan, le digramme « tg » est utilisé devant e et i pour représenter le phonème [ d͡ʒ].

## Représentation informatique
Comme la majorité des digrammes, il n'existe aucun encodage de Tg sous un seul signe, il est toujours réalisé en accolant un T et un G.